# II. legija Flavia Virtutis
II. legija Flavia Virtutis (latinsko Legio II Flavia Virtutis, dobesedno II. krepostna flavijska legija), rimska legija, ki jo je sredi 4. stoletja skupaj s I. legijo Flavia Pacis in III. legijo Flavia Salutis ustanovil cesar Konstancij II.. 
Amijan Marcelin omenja, da so bile II. legija Flavia Virtutis, II. legija Armeniaca in II. legija Parthica leta 360 nastanjene v Zabdiceni in niso mogle preprečiti, da bi perzijski kralj Šapur II. ne zavzel mesta in ubil veliko prebivalcev.  
Notitia Dignitatum piše, da je bila legija comitatensis secundani, zelo verjetno II. legija Flavia Virtutis, na začetku 5. stoletja pod poveljstvom komesa Afrike.

## Vir
- J. Lendering, Legio II Flavia Virtutis, Livius,  Arhivirano 2012-10-29 na Wayback Machine..